# Exocarpos psilotiformis
Exocarpos psilotiformis là một loài thực vật có hoa trong họ Santalaceae. Loài này được Skottsb. mô tả khoa học đầu tiên năm 1938.